# Острів скарбів
«О́стрів скарбі́в» (англ. «Treasure Island») — пригодницький роман шотландського письменника Роберта Луїса Стівенсона. Твір вперше надруковано в 1881 і 1882 роках на сторінках дитячого журналу «Young Folks». Спочатку роман називався «Корабельний кухар». Окремою книгою вийшов 1883 року вже під назвою «Острів скарбів».

## Історія написання
«Дитинство моє, щиро кажучи, було безрадісне. Жар, марення, безсоння, тяжкі дні, нескінченні ночі», — згадує про себе письменник. Щоб якось розважитись, хлопчик обкладав своє ліжко іграшками і придумував різноманітні ігри. Любов до ігор Стівенсон зберіг на все життя. Уже в зрілому віці, хворий на туберкульоз, змушений майже весь час лежати в ліжку, — вдома, Стівенсон розпочинав цікаві ігри зі своїм пасинком. Вилізши на горище, він накреслив на підлозі карту уявного острова і вигадав дуже цікаву історію про піратів та багатий скарб.
Описаний Стівенсоном Острів Скарбів трохи схожий на острів Ісла-де-ла-Хувентуд (у перекладі з іспанської — острів Юності). Він розташований на відстані 70 км від Куби та раніше називався Пінос (у перекладі — Сосновий острів). Напевно, Стівенсон використовував легенди про піратів, які дуже часто відвідували острів — адже цілих 300 років Пінос був притулком для піратів.

## Сюжет

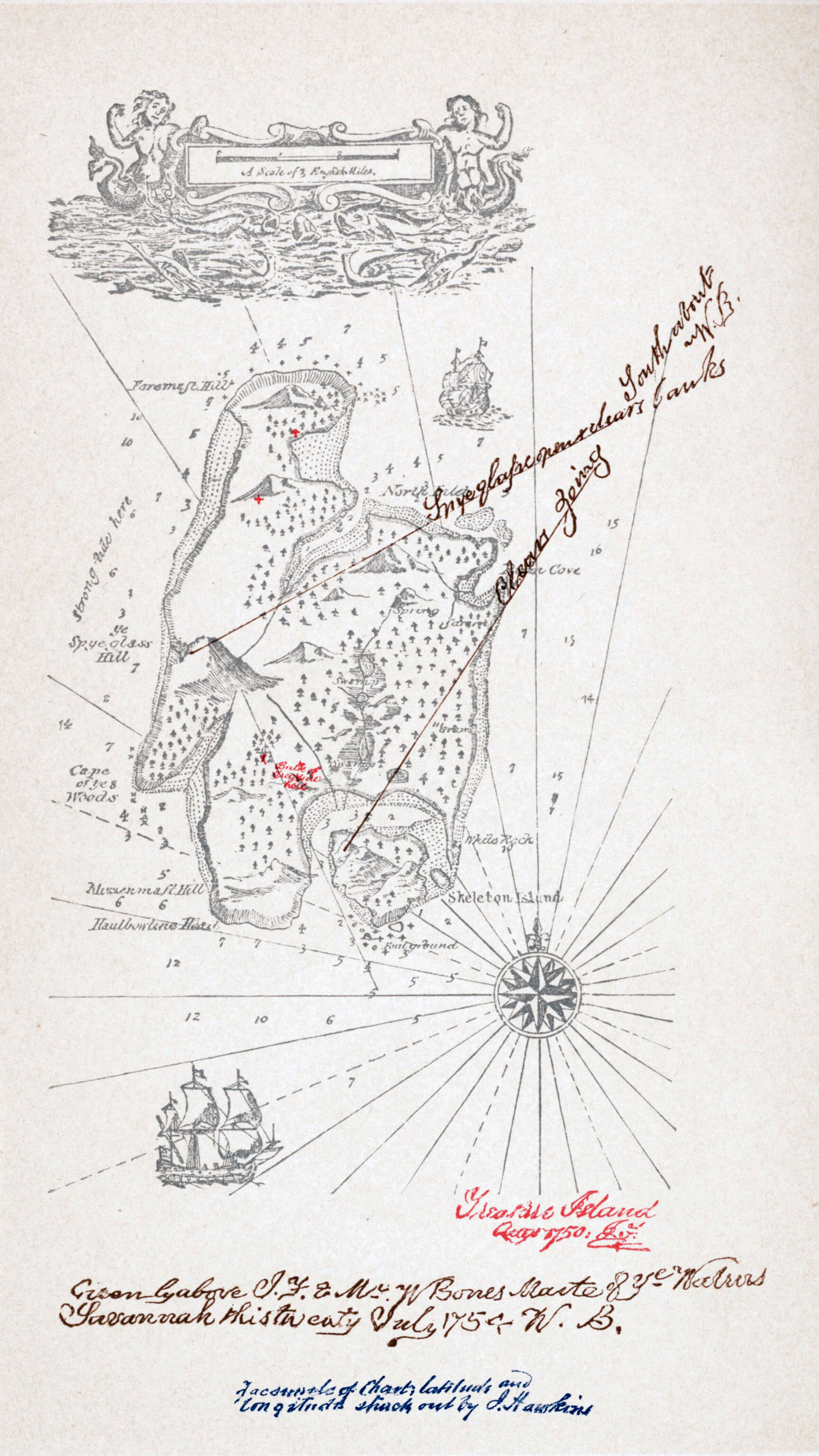
Карта острова скарбів із видання Касселя 1883 року

Старий моряк на ім'я Біллі Бонс поселяється в заїзді «Адмірал Бенбов» поблизу Бристольської затоки, що на заході Англії. Він також наймає сина власника заїзду, Джима Гокінса, за чотири срібні пенси щомісяця пильнувати одноокого моряка і повідомити його одразу, як цей моряк опиниться поблизу. Колишній його товариш по плаванню, Довгий Пес, навідується до Бонса, з яким у них виникає бійка.
Після втечі Старого Пса до Бонса приходить сліпий жебрак П'ю, що вручає йому чорну мітку, аби той зрештою поділився картою, на якій вказано, де закопано скарби Флінта. Невдовзі у Бонса стається інсульт і він помирає. П'ю та його спільники нападають на заїзд, але Джим та його матір рятуються, прихопивши зі собою відведені для них гроші та таємничий пакет зі скрині померлого. Старий П'ю потрапляє під кінські копита вершників митної служби, які вирушили на допомогу Джиму.
У пакеті виявилася карта острова, на якому славнозвісний капітан Флінт закопав свої награбовані скарби. Джим показує карту місцевому лікарю лікарю Лівсі та сквайру Джону Трелоні, які вирішують зібрати команду і вирушити у плавання, взявши Джима із собою як молодого юнгу. Зрештою, вони вирушають у плавання на борту шхуни «Іспаньйола» під командуванням капітана Смоллета.
Більшість зібраної команди, як виявляється згодом, насправді є піратами, які служили у капітана Флінта; найвідоміший із них — Довгий Джон Сільвер, який обіймає на кораблі посаду кухаря. Сидячи у діжці з-під яблук, Джим підслуховує піратів, які планують вчинити заколот і по віднайденню скарбів вбити капітана і вірних йому людей.
Прибувши до берегів острова, Джим долучається до наземної групи, яка вирушає на розвідку острова. На березі Джим натрапляє на залишеного на острові пірата Бена Ганна, колишнього члена екіпажу капітана Флінта. Люди капітана Смоллета знаходять прихисток від піратів у покинутому блокгаузі за частоколом, куди згодом приходить і Джим і долучається до команди.
Джиму вдається добратись до «Іспаньоли» та перерізати анкераж судна, дозволяючи шхуні дрейфувати на хвилях. На борту «Іспаньйоли» Джим натикається на пораненого Ізраєла Гендса, який постраждав у сутичці з одним із піратів, що на той момент перебував із ним на судні. Гендс допомагає Джиму пришвартувати шхуну в північній затоці, а тоді намагається вбити його за допомогою ножа. Джим тікає і, залізши по вантах на рею, декілька разів стріляє у свого переслідувача.
Джим повертається до блокгауза, але, на своє здивування, знаходить там лише Сільвера та піратів. Сільвер рятує Джима від наглої смерті й розповідає про те, як після зникнення шхуни, група капітана Смоллета погодилася укласти перемир'я у замін на блокгауз і карту. Зранку прибуває лікар Лівсі, який згідно з домовленостями надає медичну допомогу раненим та захворілим піратам. Лікар Лівсі також наказує Сільверові бути на сторожі, коли вони знайдуть скарби.
Команда Сільвера йде з картою на пошуки скарбів, взявши із собою Джима як заручника. Вони зустрічають кістяка, який прикро їх вразив і вказав руками на розташування скарбів. Невдовзі пірати знаходять порожню велику яму без скарбів. Розчаровані пірати обстали проти Сільвера і Джима, але раптом почулися постріли із засідки, яку зробили корабельна команда та Бен Ганн. Лікар Лівсі пояснює, що Ганн ще раніше знайшов скарби та переніс їх до печери.
Команда навантажує скарби на шхуну і вирушає у зворотну дорогу. У першому порті в Іспанській Америці, де вони зупинились, щоб найняти декілька матросів, Сільвер краде мішок із монетами й тікає з корабля. Команда повертається до Бристоля, де розподіляє між собою скарби. Джим каже, що на острові залишилися ще скарби, але його вже не заманиш туди вдруге.

## Сиквел і мідквел
Велика популярність «Острова скарбів» наштовхнула американського письменника Артура Д. Гоудена Сміта написати роман «Золото з Портобелло» (англ. Porto Bello Gold 1924), у якому відбуваються події, що передують сюжету «Острова скарбів», зокрема у творі пояснюється звідки на острові взялися скарби. 1956 року вийшов роман «Пригоди Бена Ганна» (англ. Adventures of Ben Gunn), у якому Бен, по поверненні з Острова Скарбів, розповідає Джиму про свої раніші пригоди. За словами автора роману Рональда Фредеріка Дельдерфілда:
Книжка не є продовженням „Острова скарбів“, ані, на моє переконання, його невдалим наслідуванням. Се радше доповнення, і то таке, яке могло б отримати схвалення Стівенсона, принаймні як задум.
Серіал «Чорні вітрила» містить алюзії на «Острів скарбів» та його приквел «Золото з Портобелло». У ньому також з'являються такі персонажі як Джон Сільвер, Біллі Бонс та капітан Флінт.

## Українські видання
Відеокниги та аудіокниги
- Стівенсон, Роберт Луїс. Острів Скарбів (відеокнига з аудіосупроводом та ілюстраціями) (2023). Текст читає: Смірнов Антон. Київ: ГО "Вухо" - Вухо. Книги (вільний доступ для некомерційного використання з освітньою метою з врахуванням потреб людей з труднощами читання). Формат: Список відтворення на youtube)

Друковані видання
- Стівензон Р. Л. Остров з закопаними скарбами: Переклад з англійського [Кирила Кахникевича][8] / Р. Л. Стівензон. — Львів: Накладом Видавн. Т-ва «Укр. Лїт. Скарбниця». Друк. «Дїло», 1918. — 191 с. — (Укр. літ. скарбниця; Ч. 1). За даними часопису «Книгарь. Літопис українського письменства» (1920. — № 1—3 (29—31). — стовп. 88), 1920 року до публікації було готове видання роману в перекладі Івана [?] Мисика (Кам'янець-Подільський, Подільське видавниче товариство «Дністер»). Але надруковано його не було.

- Стівенсон Р. Л. Острів скарбів: роман / Р. Л. Стівенсон ; пер. з англ. С. Буди ; вступ. ст. М. Калиновича. — Київ: Слово, 1929. — XXII, 232 с.: іл. (Вірш «Незважливому читачеві» для цього видання переклав Максим Рильський.)

- Стівенсон Роберт Луї. …Острів скарбів [Повість]. [Переклав з англ. Ю. Корецький] / Роберт Луї Стівенсон. — Київ-[Одеса]: «Молодий більшовик», 1936. — Суперобкл., обкл., 272 [4] с. Передмова: М. Калинович: «Життя і творчість Р. Л. Стівенсона» (с. 7 — 16). Дод.: Пояснення морських термінів (с. 271-2).

- Стівенсон Р. Острів скарбів. П'єса на три дії Ю. Осноса за одноіменним романом Р. Стівенсона / Р. Стівенсон. Пер. з рос. Л. Яковенко. — К., 1971. — 90 л. (М-во культури УРСР. Гол. управління театрів та муз. установ.)
- Стівенсон Роберт Льюїс. Острів Скарбів: [Роман] / [Пер. з англ. І. Толока, С. Тугай]. — Х.: Книжковий Клуб «Клуб Сімейного Дозвілля», 2006. — 159 с.: іл. — («Моя улюблена класика».)
- Стівенсон, Роберт-Льюїс. Чорна стріла; Острів скарбів / Н. Б. Клименко, О. А. Росінська (пер.). — Донецьк: ТОВ ВКФ «БАО», 2006. — 416 с. — («Бібліотека світового бестселера».)
- Стівенсон, Роберт Луїс. Острів Скарбів: [для дітей серед. шк. віку] / Роберт Луїс Стівенсон ; худож. Володимир Котляров; [переказ з англ. Л. Кузнєцової]. — К.: Країна Мрій, 2009. — 252, [2] с.: іл. — («Улюблені книжки».)
- Стівенсон, Роберт Луїс. Острів скарбів / Р. Л. Стівенсон [пер. з англ. І. Базилянська; мал. Н. Козлова]. — Х.: Школа, 2009. — 541, [2] с.: іл. — (Золота серія «Бібліотека пригод»). — Бібліогр.: с. 223, 542.
- Стівенсон, Роберт Льюїс. Острів Скарбів: [для дітей серед. шк. віку] / [пер. з рос. С. Скляр ; адаптація А. Клімова]. — Х.: Клуб сімейн. дозвілля, 2010. — 237, [1] с.: іл., [8] арк. кольор. іл. — (Бібліотека пригод).
- Стівенсон, Роберт Луїс. [Автор адаптації тексту для дітей: Е. Дамі]. Острів скарбів / Роберт Луїс Стівенсон: Переклад з французької: С. А. Гордієнко; худож. Тоні Вульф. — Х.: Ранок, 2013. — 48 с. — («Світова класика — дітям».)
- Стівенсон, Роберт Льюїс. Острів скарбів / Роберт Льюїс Стівенсон ; пер. з англ. Олександра Гончара. — К.: Знання, 2015. — 253 с. — (English Library). — Сер. засн. 2014 р.
- Стівенсон, Роберт-Луїс. Острів скарбів / Роберт-Луїс Стівенсон; пер. з англ. та примітки Віктора Губарева. — Львів: Урбіно, 2018. — 272 с.
- Стівенсон, Роберт Луїс. Острів скарбів / Роберт Луїс Стівенсон ; пер. з англ. Д. Щербина ; Ілля Угнівенко. — Київ: Nebo BookLab Publishing, 2019. — 240 с.

## Сприйняття
Оглядач сайту mrpl.city Іван Синєпалов розташував роман на 6 місці у переліку найкращих книжок, виданих українською мовою у 2018 році. Він звернув увагу, що переклади, які видавалися за часів СРСР, страждали не тільки від цензури, а й від того, що перекладачі погано володіли піратською термінологією. Натомість новий український переклад здійснив фахівець з історії піратства Віктор Губарев, «доклавши максимум зусиль, щоб пірати вісімнадцятого століття віднайшли ту українську, яка б відповідала місцю й часу».

## Галерея
Художник зображень Волтер Педжіт де не вказано іншого.

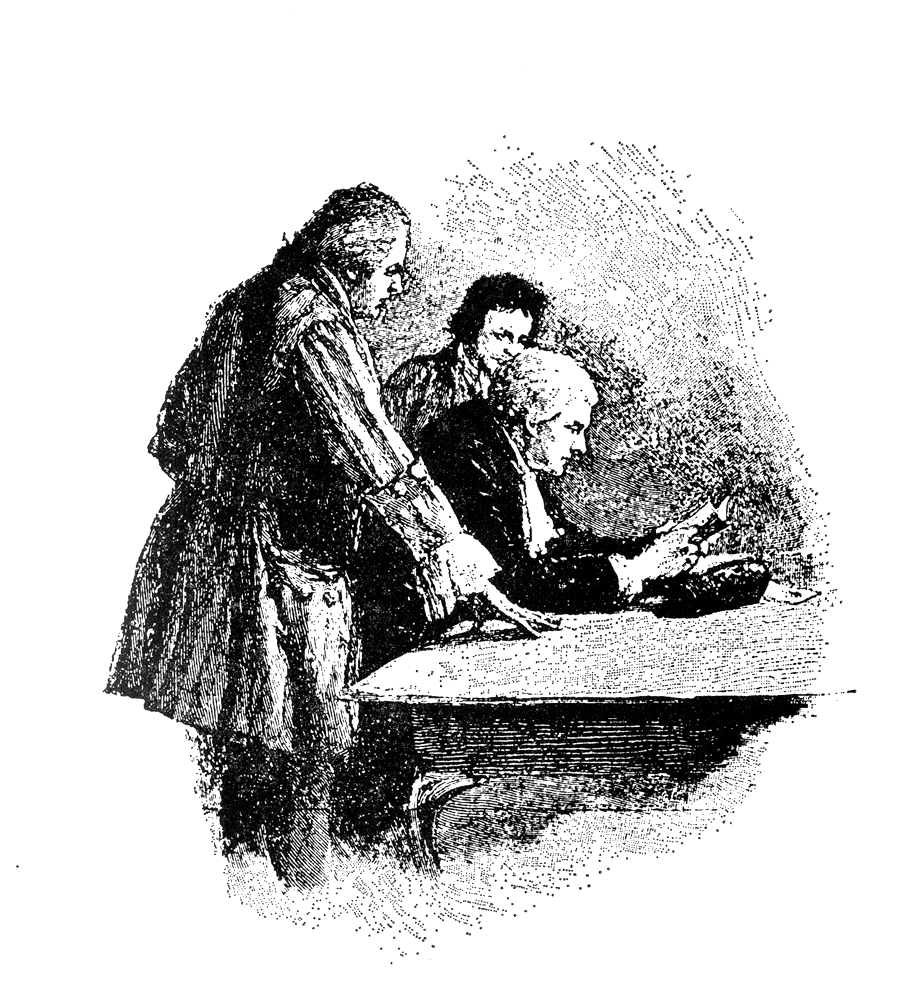
Лікар Лівсі й сквайр Трелоні (1885)
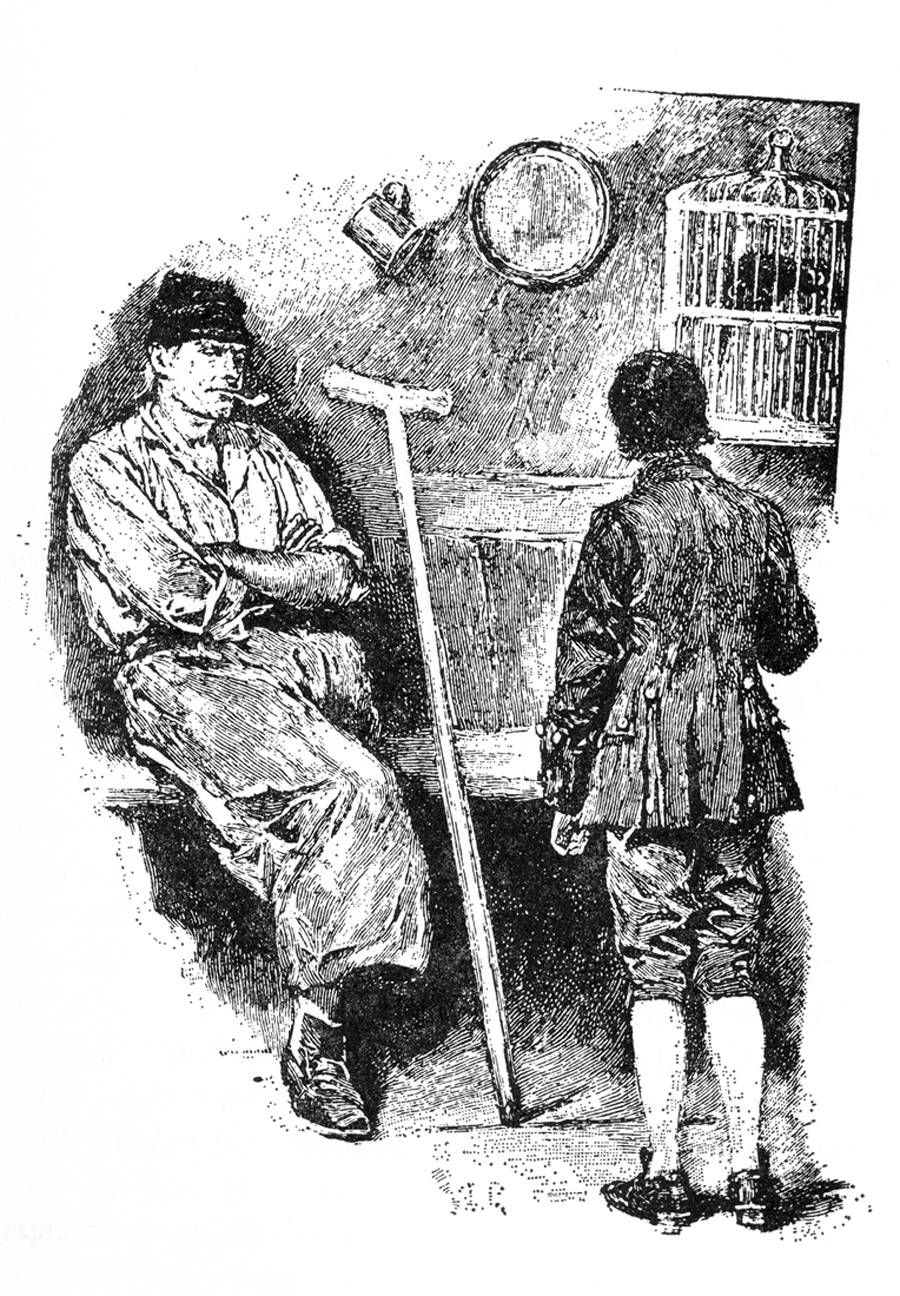
Джон Сільвер та Джим Гокінс
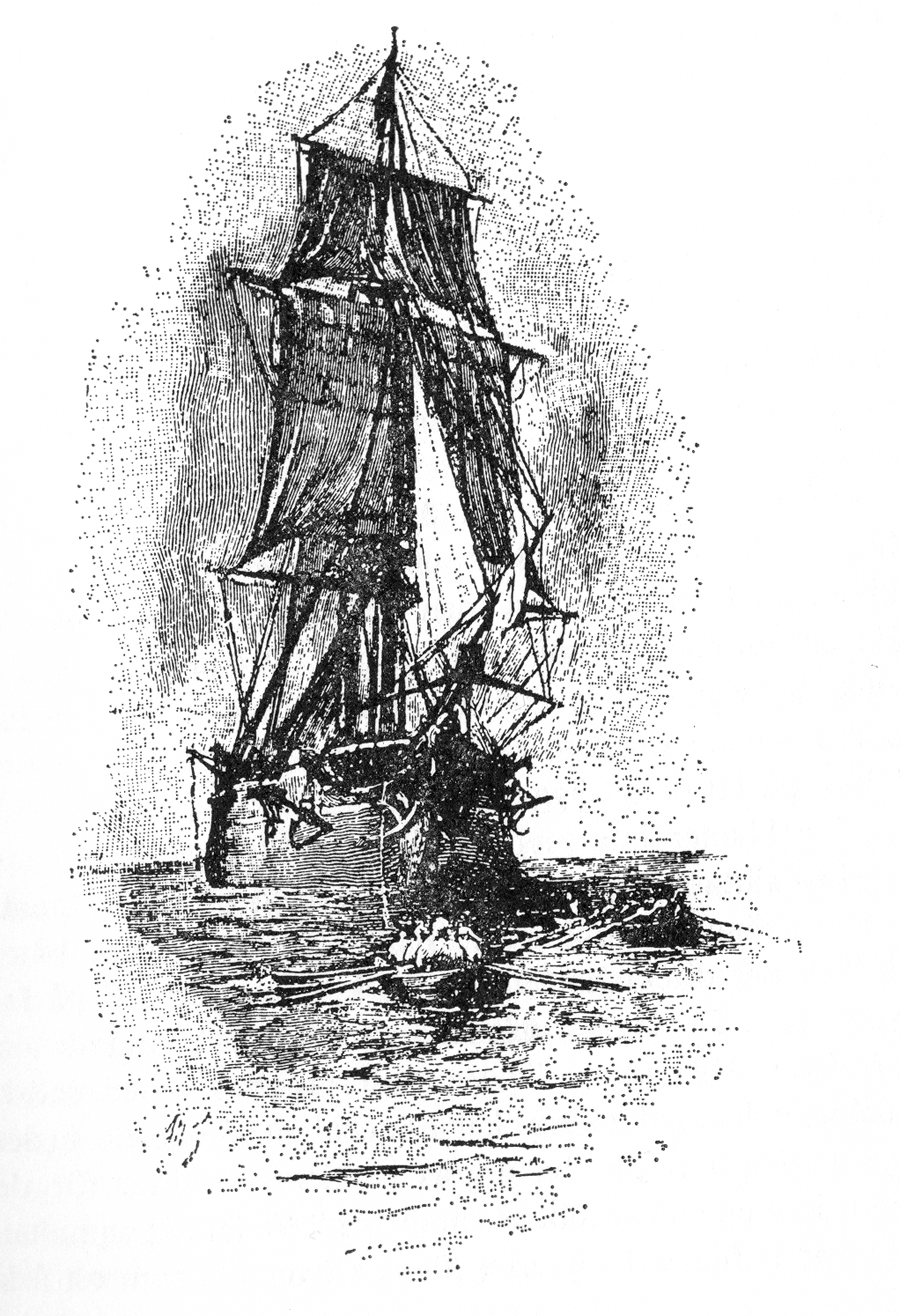
Шхуна «Іспаньйола»
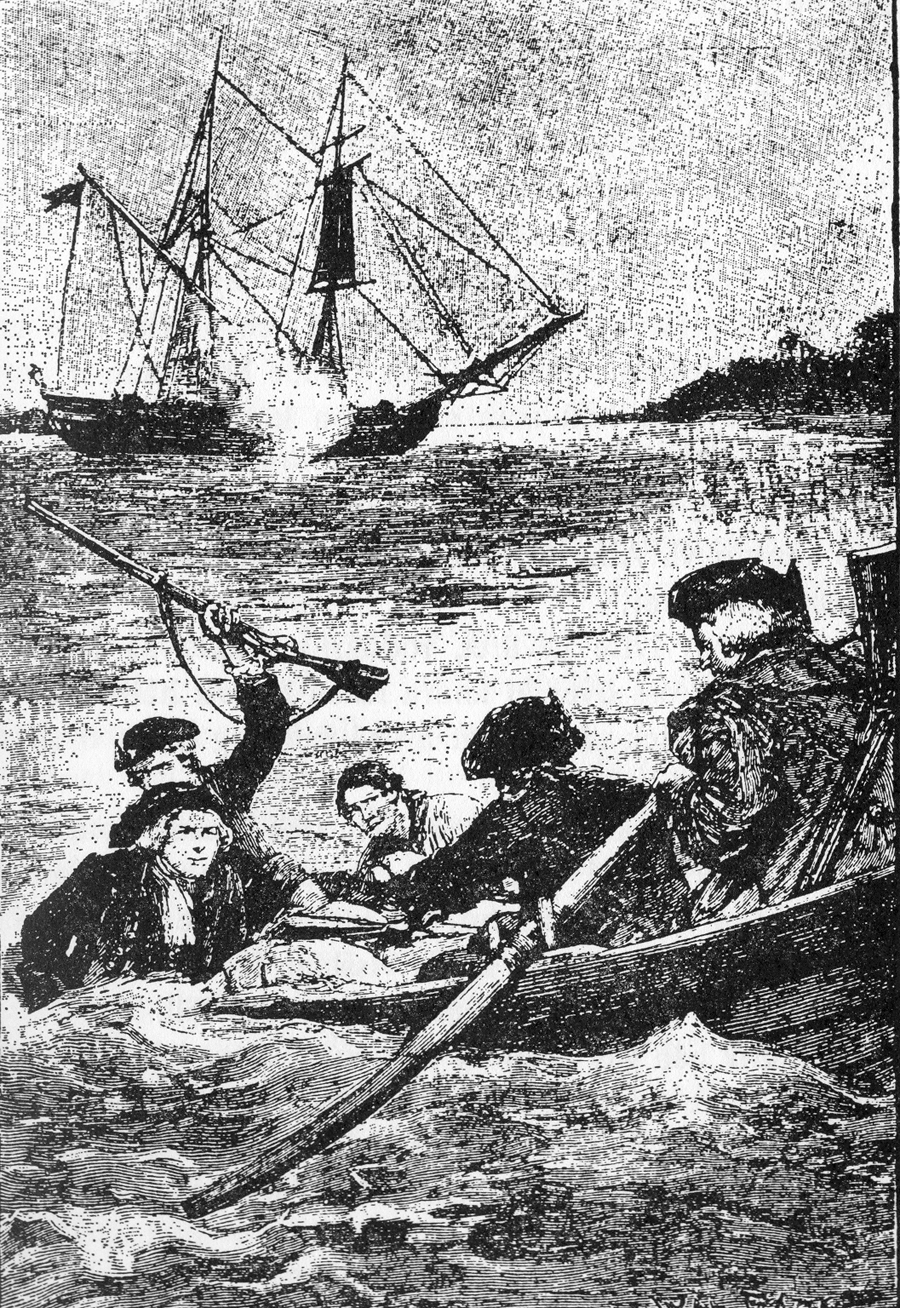
«Іспаньйола» стріляє по десантному загону лікаря Лівсі та сквайра Трелоні
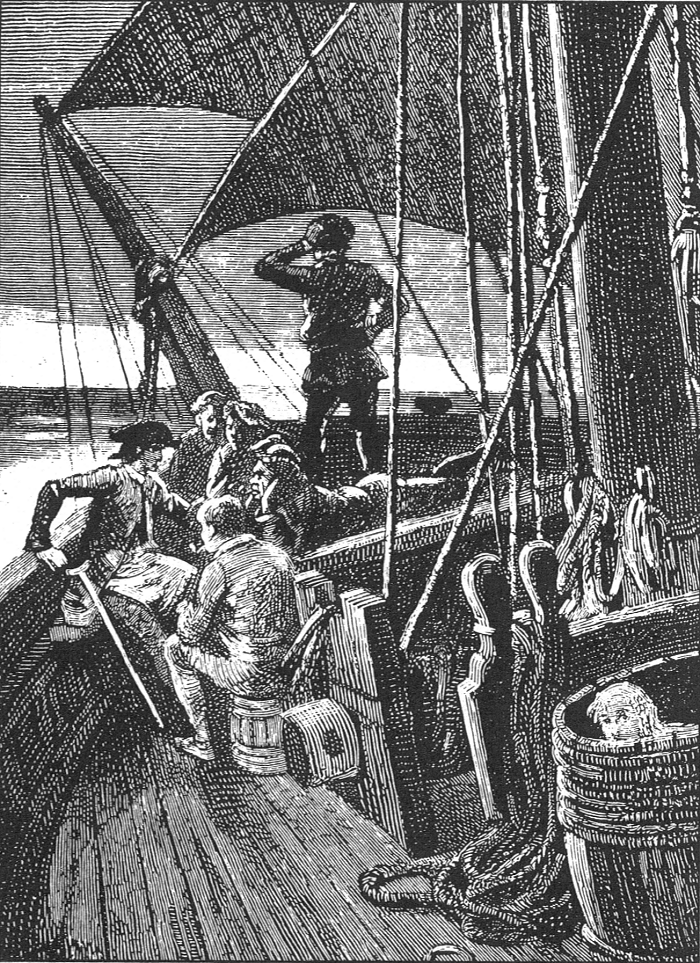
Джим Гокінс ховається у діжці з-під яблук та підслуховує розмову піратів, художник Жорж Ру
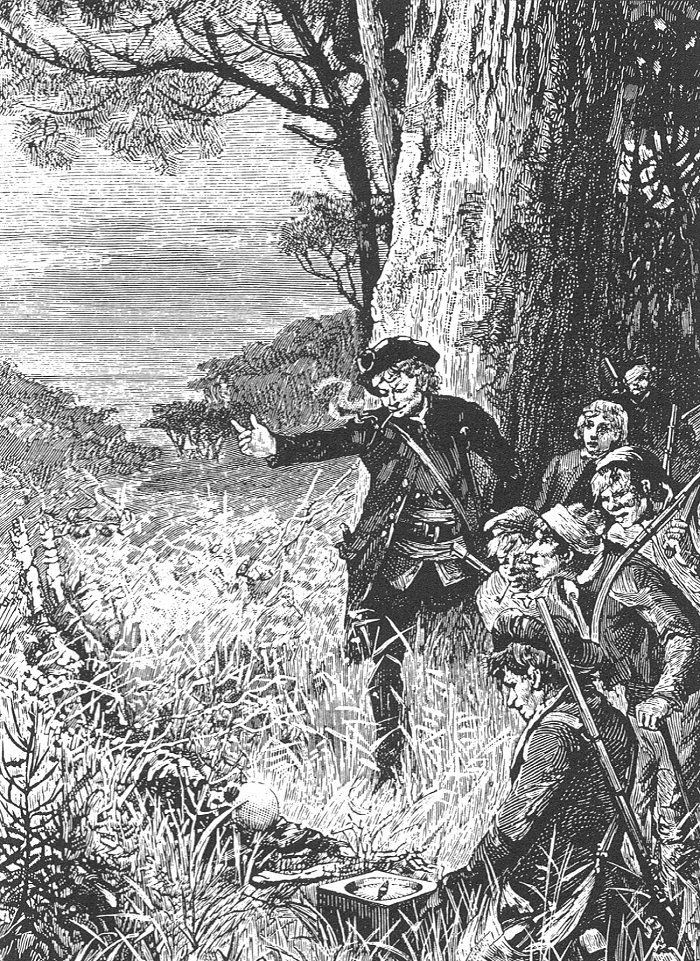
Джон Сільвер знаходить скелет моряка Аллардайса, художник Жорж Ру (1885)
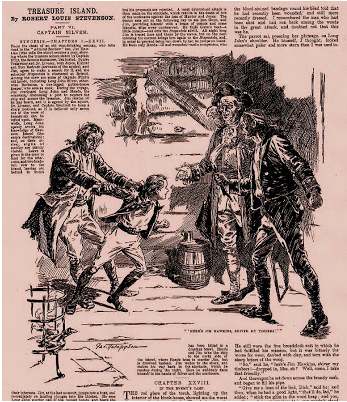
Острів скарбів, ілюстрація Джорджа Вайлі Хатчінсона (1894)